# Sericomyia
Genre
Sericomyia est un genre d'insectes diptères du sous-ordre des Brachycera (les Brachycera sont des mouches muscoïdes aux antennes courtes), de la famille des Syrphidae.
Sericomyia peut mesurer entre 20 et 25 mm.

## Espèces rencontrées en Europe
- Sericomyia arctica Schirmer, 1913
- Sericomyia hispanica Peris Torres, 1962
- Sericomyia jakutica (Stackelberg, 1927)
- Sericomyia lappona (Linnaeus, 1758)
- Sericomyia nigra Portschinsky, 1873
- Sericomyia silentis (Harris, 1776)

## Espèces rencontrées en Amérique(à compléter)
- Sericomya chrysotoxoides (Macquart, 1842)